# Le Ventre de Juliette
Pour les articles homonymes, voir ventre (homonymie).
Pour plus de détails, voir Fiche technique et Distribution.
Le Ventre de Juliette est un film français réalisé par Martin Provost et sorti en 2003.

## Synopsis
Une jeune fille de vingt ans tombe enceinte et veut garder le bébé, mais son ami se trouve trop jeune pour être père. Elle découvre que son père absent n'est pas tel qu'on lui avait présenté.

## Fiche technique
- Réalisation : Martin Provost
- Scénario : Martin Provost, Marc Abdelnour, Philippe Lasry
- Photographie : Jean-Claude Larrieu
- Montage : Christophe Pinel
- Durée : 90 minutes[1]
- Musique : Edith Baudrand[2]
- Date de sortie : 22 janvier 2003 (France)

## Distribution
- Julie-Marie Parmentier : Juliette
- Stéphane Rideau : Mathias
- Carmen Maura : Julia
- Nathalie Richard : Fafa
- Patrick Chesnais : Abel
- Tom Novembre : Léonard
- Ariane Ascaride : Marie-Brigitte Poradjawski
- Anthéa Cintract : Fejra
- Julie Vettesse : Vanessa
- Marie Vettesse : Clémentine

## Distinctions
- Primé au Festival du film d'Avignon